# Rio São Bento (Nova Veneza)
O rio São Bento é um rio brasileiro do estado de Santa Catarina, afluente do rio Mãe Luzia, localizado na Região Metropolitana Carbonífera, no sul catarinense. Possui sua nascente no pé da serra, enquanto em sua passagem pelo município de Siderópolis há uma barragem operada pela CASAN (Companhia Catarinense de Águas e Saneamento). Sua foz é dentro dos limites territoriais do município de Forquilhinha.